# Tahirah Sharif
Tahirah Amandla Sharif (Londen) is een Engels actrice. Ze speelde in diverse films en series, waaronder A Christmas Prince, Casualty en The Haunting of Bly Manor.

## Filmografie

### Film
- 2010: Assessment, als Rachel
- 2010: See Me, als Alicia
- 2012: Stop, als Nikki
- 2013: The Invisible Woman, als Rosa
- 2015: Pulsar, als Kile
- 2017: A Christmas Prince, als Melissa
- 2018: Beautified, als Belle
- 2018: A Christmas Prince: The Royal Wedding, als Melissa
- 2019: A Christmas Prince: The Royal Baby, als Melissa
- 2021: The Kindred, als Sue
- 2022: Escape the Field, als Cameron
- 2024: Near Miss, als Michelle

### Televisie
- 2011: Casualty, als Shelley King
- 2011: Doctors, als Aaliyah Clarke
- 2012: One Night, als Madison
- 2012: Whitechapel, als Chantal Essian
- 2013-2014: Casualty, als Ella Ashford
- 2015: Waterloo Road, als Carrie Norton
- 2020: The First Team, als Elle
- 2020: The Haunting of Bly Manor, Rebecca Jessel
- 2021-2024: The Tower, als Lizzie Adama
- 2023: A Town Called Mallice, als Cindy Carter

## Theater
- 2012: Crawling in the Dark, als Amber
- 2012, 2014: Moon on a Rainbow Shawl, als Esther Adams
- 2012: Arabian Nights, als Dunyazade
- 2015-2016: Firebird, als Katie
- 2018: Orange Polar Bear, als Sarah / moeder